# Božidar Vilhar
Božidar Vilhar (1921. – 1999.) bio je hrvatski konzervator restaurator.
Najvažniji njegov rad jest konzervacija dvije hrvatske srednjovjekovne brodice nađene kod Nina. Kad su koncem 1960-ih na ulazu u ninsku luku pronađeni dobro očuvani ostatci dviju srednjovjekovnih brodica, na Vilharovu inicijativu i inicijativu voditelja istraživanja Zdenka Brusića, oba su plovna objekta izvađena iz mora, konzervirana i izložena u Muzeju ninske baštine. Također je značajan i njegov rad na srebrnoj škrinji svetog Šimuna. Stručno se usavršavao u Švedskoj i Danskoj, gdje je proučavao tehnologiju konzervacije mokrog arheološkog drveta polietilen glikolom. Bavio se i konzervacijom arheološkog stakla i keramike. Utemeljitelj je radionice za konzervaciju u Arheološkom muzeju u Zadru (1962.).  Većinu radnog vijeka proveo je u Zadru.

## Vanjske poveznice
- http://www.unizd.hr/Links/Logo/tabid/2166/Default.aspx  Arhivirana inačica izvorne stranice od 6. ožujka 2014. (Wayback Machine)
- Valentina Mlađen: Perović: Recenzija i odaziv publike su potvrda potrebe MAS-a  Arhivirana inačica izvorne stranice od 12. ožujka 2014. (Wayback Machine), Zadarski list, 26. srpnja 2011.